# دودة بيضاء
الدودة البيضاء أو الدودة البيضاء الكبيرة أو الكوكتيل (الاسم العلمي: Melolontha melolontha)، هو الاسم الذي يطلق على أي من الخنافس الأوروبية من عائلة الجعليات. بعد وفرة في جميع أنحاء أوروبا وآفة رئيسية في السنوات الدورية من «الهروب الجماعي»، تم القضاء عليها تقريبًا في منتصف القرن العشرين من خلال التكثيف الزراعي وحتى تم إبادتها محليًا في العديد من المناطق. ومع ذلك، منذ أن تم تنظيم مكافحة الآفات بشكل متزايد في الثمانينيات، بدأت أعدادها في النمو مرة أخرى.

## التصنيف
هناك ثلاثة أنواع من الكوكتيلات الأوروبية:
- الكوكتيل المشترك ، Melolontha melolontha
- كوكشاف الغابة ، Melolontha hippocastani
- الكوكتيل الكبير ، Melolontha pectoralis ، نادر وأقل انتشارًا من النوعين الآخرين.

## وصف
البالغون من الكوكتيل الشائع يصلون إلى أحجام 25-30 مم؛ كوكب الغابة أصغر قليلاً (20-25 مم). يمكن تمييز النوعين بشكل أفضل من خلال شكل نهاية ذيلهما: فهو طويل ونحيف في الكوكتيل الشائع، ولكنه أقصر ومقبض في النهاية في الغابة. كلاهما له لون بني.

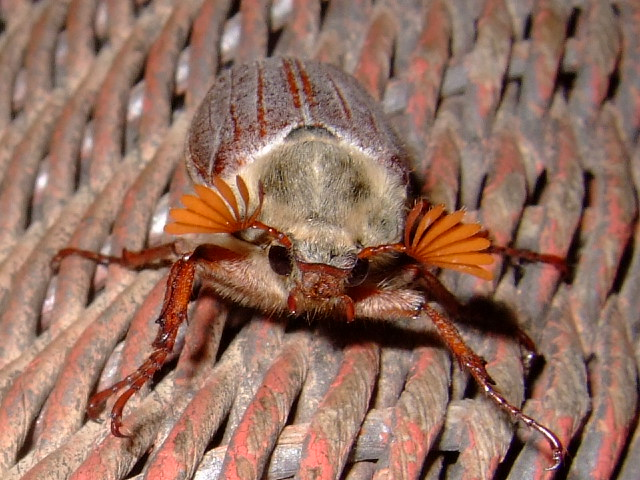
لقطة مقرّبة لرجل كوكتيل ، تُظهر "الأوراق" السبعة على قرون الاستشعار

يمتلك ذكور الكوكتيل سبع «أوراق» على قرون الاستشعار الخاصة بهم، في حين أن الإناث لديها ستة فقط.
باستخدام الصوتيات الحيوية للتربة، يمكن تمييز يرقات الكوكتيل الشائع (Melolontha melolontha) وكوكشاف الغابة (M. hippocastani) عن طريق صوت أزيز يصدرونه عن طريق فرك الفك السفلي معًا. يبدو أن الصرير خاص بالأنواع. نادرًا ما تصدر اليرقة المعزولة ضوضاء، لكن تلك الموجودة في نفس المنطقة تحدث الكثير من الضوضاء. لقد تم اقتراح أن السلوك قد يحذر اليرقات من المنافسة على الإمدادات الغذائية المتاحة.
تبدو الأنواع M. pectoralis متشابهة، لكن بيجيديومها مستدير. لا ينبغي الخلط بين الكوكتيل والرجل الأوروبي المماثل (Rhizotrogus majalis)، الذي له دورة حياة مختلفة تمامًا، ولا مع خنافس يونيو (Phyllophaga spp.)، التي تنتمي إلى أمريكا الشمالية، ولا مع الجرف الصيفي (أو «حشرة يونيو الأوروبية»، Amphimallon solstitiale)، والتي تظهر في يونيو ولها دورة حياة مدتها سنتان. (كل هذه هي Scarabaeidae ، ولها يرقات بيضاء وآفات العشب

## دورة الحياة

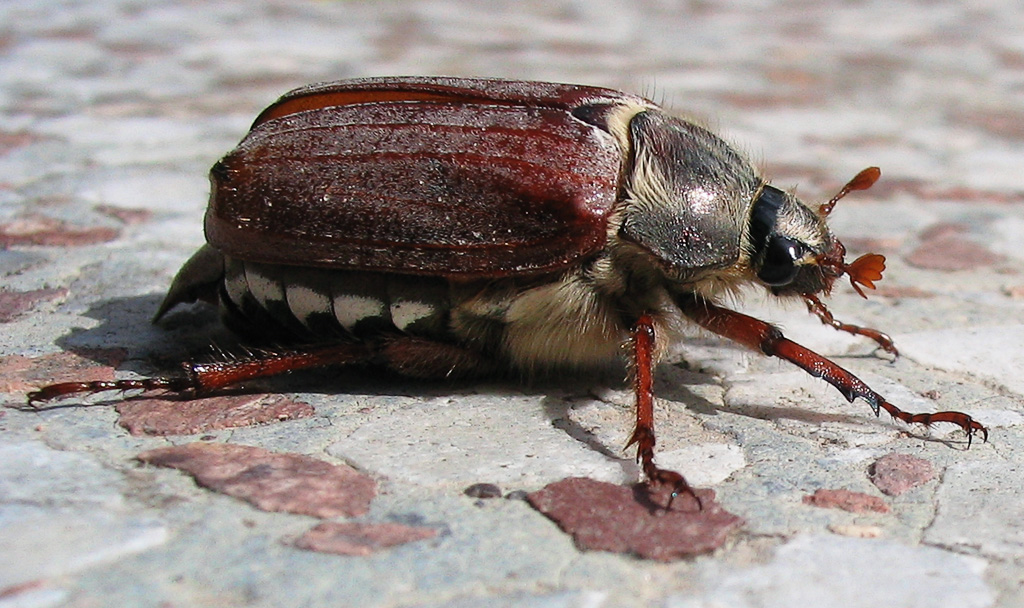
أنثى

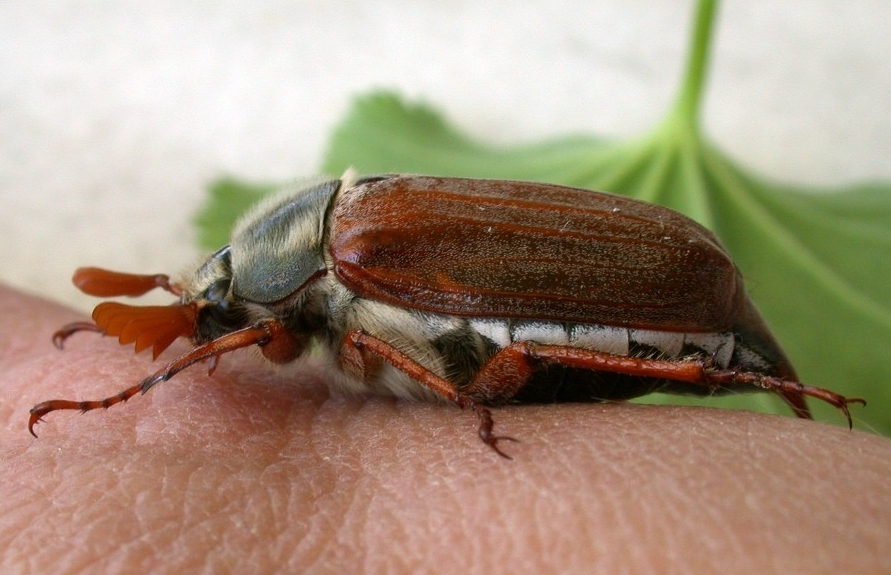
ذكر

يظهر البالغون في نهاية أبريل أو مايو ويعيشون حوالي خمسة إلى سبعة أسابيع. بعد حوالي أسبوعين، تبدأ الأنثى في وضع البيض الذي تدفنه في عمق الأرض بحوالي 10 إلى 20 سم. قد تفعل هذا عدة مرات حتى تضع ما بين 60 و 80 بيضة. يضع الكوكتيل الشائع بيضه في الحقول، بينما يبقى Forest Cockchafer بالقرب من الأشجار. الغذاء المفضل للبالغين هو أوراق البلوط، لكنها ستتغذى أيضًا على الإبر الصنوبرية.
تفقس اليرقات، المعروفة باسم «اليرقات البيضاء» أو «اليرقات الصغيرة» بعد أربعة إلى ستة أسابيع. تتغذى على جذور النباتات، مثل جذور البطاطس. تنمو اليرقات في الأرض لمدة ثلاث إلى أربع سنوات، في المناخات الباردة حتى خمس سنوات، وتنمو باستمرار إلى حجم حوالي 4-5 سم، قبل أن تفرز في أوائل الخريف وتتطور إلى كوكتشر بالغ في ستة أسابيع.
يقضي الكوكتيل الشتاء في الأرض على أعماق تتراوح بين 20 و 100 سم. إنهم يشقون طريقهم إلى السطح فقط في الربيع.
تظهر الكوكتشات في دورة كل ثلاث أو أربع سنوات بسبب وقت تطورها الطويل كيرقات. السنوات تختلف من منطقة إلى أخرى. هناك دورة أكبر مدتها حوالي 30 عامًا متراكبة، تحدث فيها (أو بالأحرى، اعتادت أن تحدث) بأعداد عالية بشكل غير عادي (10000 ثانية).

## مكافحة الآفات والتاريخ
في العصور الوسطى، كانت مكافحة الآفات نادرة، ولم يكن لدى الناس وسائل فعالة لحماية محصولهم. أدى ذلك إلى ظهور أحداث تبدو غريبة من منظور حديث. في عام 1320، على سبيل المثال، تم إحضار الكوكاتشي إلى المحكمة في أفينيون وحُكم عليهم بالانسحاب في غضون ثلاثة أيام إلى منطقة مخصصة لذلك، وإلا فسيتم حظرهم. بعد ذلك، نظرًا لعدم امتثالهم، تم جمعهم وقتلهم. (حدثت أيضًا تجارب حيوانية مماثلة للعديد من الحيوانات الأخرى في العصور الوسطى.) 

### القرن التاسع عشر
تتمتع كل من اليرقات والبالغات بشهية شرهة، وبالتالي فقد كانت ولا تزال في بعض الأحيان مشكلة رئيسية في الزراعة والحراجة. في حقبة ما قبل التصنيع، كانت الآلية الرئيسية للتحكم في أعدادها هي جمع الخنافس البالغة وقتلها، وبالتالي قطع الدورة. كانت ذات يوم وفيرة للغاية: في عام 1911، تم جمع أكثر من 20 مليون فرد في 18 كم 2 من الغابات. كان جمع البالغين أسلوبًا متوسط النجاح فقط.
في بعض المناطق والأوقات، تم تقديم كوكتشرز كطعام. تقول وصفة من القرن التاسع عشر من فرنسا لشوربة الكوكتيل: «تحمص رطلًا واحدًا من الكوكتشات بدون أجنحة وأرجل في زبدة ساخنة، ثم اطبخها في حساء الدجاج، وأضف بعضًا من كبد العجل وقدمها مع الثوم المعمر على الخبز المحمص». تخبرنا صحيفة ألمانية من فولدا من عشرينيات القرن الماضي أن الطلاب يأكلون كوكتشات مغطاة بالسكر. يمكن أيضًا أن تُقلى يرقات الكوكتشر أو تُطهى على اللهب المكشوف، على الرغم من أنها تتطلب بعض التحضير عن طريق النقع في الخل من أجل تطهيرها من التربة في قنواتها الهضمية. يُشار إلى حساء الكوكتيل في رواية WG Sebald «المهاجرون» .
في السويد، نظر الفلاحون إلى نكهة Cock-Chafer ، Melolontha vulgaris ، على أنها تقدم تنبؤًا ثابتًا حول ما إذا كان الشتاء التالي سيكون معتدلًا أم قاسيًا؛ إذا كان لون الحيوان مزرقًا (وهو ظرف ينشأ من كونه مليئًا بالطعام)، فإنهم يؤكدون أنه سيكون معتدلًا، ولكن على العكس من ذلك، إذا كان لونه أبيض، فسيكون الطقس قاسياً: وهم يحملون هذا إلى حد تنبأ، أنه إذا كان الجزء الأمامي أبيض والأزرق الخلفي، فإن البرد سيكون أشد في بداية الشتاء. ومن ثم يطلقون على هذا قناع اليرقة Bemärkelse - دودة النذير.

### العصور الحديثة
فقط مع تحديث الزراعة في القرن العشرين واختراع المبيدات الكيماوية، أصبح من الممكن مكافحة الكوكتيل بشكل فعال. إلى جانب تحول العديد من المراعي إلى أراضٍ زراعية، أدى ذلك إلى انخفاض الكوكتشر إلى شبه الانقراض في بعض المناطق في أوروبا في السبعينيات.
منذ السبعينيات، قللت الزراعة بشكل عام من استخدامها لمبيدات الآفات. بسبب مخاوف البيئة والصحة العامة (قد تدخل المبيدات الحشرية في السلسلة الغذائية وبالتالي جسم الإنسان أيضًا) تم التخلص التدريجي من العديد من مبيدات الآفات الكيميائية في الاتحاد الأوروبي وفي جميع أنحاء العالم. في السنوات الأخيرة، تزايدت أعداد الكوكتيل مرة أخرى، مما تسبب في أضرار للاستخدام الزراعي لأكثر من 1,000 كيلومتر مربع (390 ميل2) من الأرض في جميع أنحاء أوروبا (0.001٪ من الأرض).
في الوقت الحالي، لم تتم الموافقة على استخدام أي مبيدات آفات كيميائية ضد الكوكاتشي، ويتم استخدام التدابير البيولوجية فقط للسيطرة: على سبيل المثال، يتم تطبيق الفطريات المسببة للأمراض (مثل Beauveria bassiana Spp. أو Metarhizium ) أو الديدان الخيطية التي تقتل اليرقات على تربة.

## اسم
اشتق اسم "Cockchafer"  من استخدام كلمة "cock" في أواخر القرن السابع عشر  (بمعنى التعبير عن الحجم أو القوة) + "chafer"  والتي تعني ببساطة حشرة من هذا النوع، في إشارة إلى الميل لقضم وإتلاف النباتات. مصطلح "Chafer" له جذوره في اللغة الإنجليزية القديمة ceafor أو cefer ، من أصل جرماني ويرتبط بالكلمة الهولندية kever ، وكلها تعني «القضم» من حيث صلتها بالفك. على هذا النحو، يمكن فهم اسم "Cockchafer" على أنه يعني «خنفساء كبيرة للنباتات القضم» ويمكن تطبيقه على تاريخها كحيوان آفات.

## في الثقافة
منذ العصور القديمة، لعب الأطفال مع الكوكتيلات. في اليونان القديمة، اصطاد الأولاد الحشرة، وربطوا خيطًا من الكتان في أقدامها وأطلقوا سراحها، مسلحين أنفسهم بمشاهدتها وهي تطير في حلزونات. لعب الأولاد الإنجليز في العصر الفيكتوري لعبة مشابهة جدًا بغرز دبوس في أحد أجنحتها. يتذكر نيكولا تيسلا أنه عندما كان طفلاً ابتكر أحد «اختراعاته» الأولى — «محرك» صنع عن طريق تسخير أربعة كوكباتير بهذه الطريقة.
تظهر Cockchafers في الحكايات الخيالية «Thumbelina» لهانز كريستيان أندرسن و " Princess Rosette " لمدام Dulnoy .

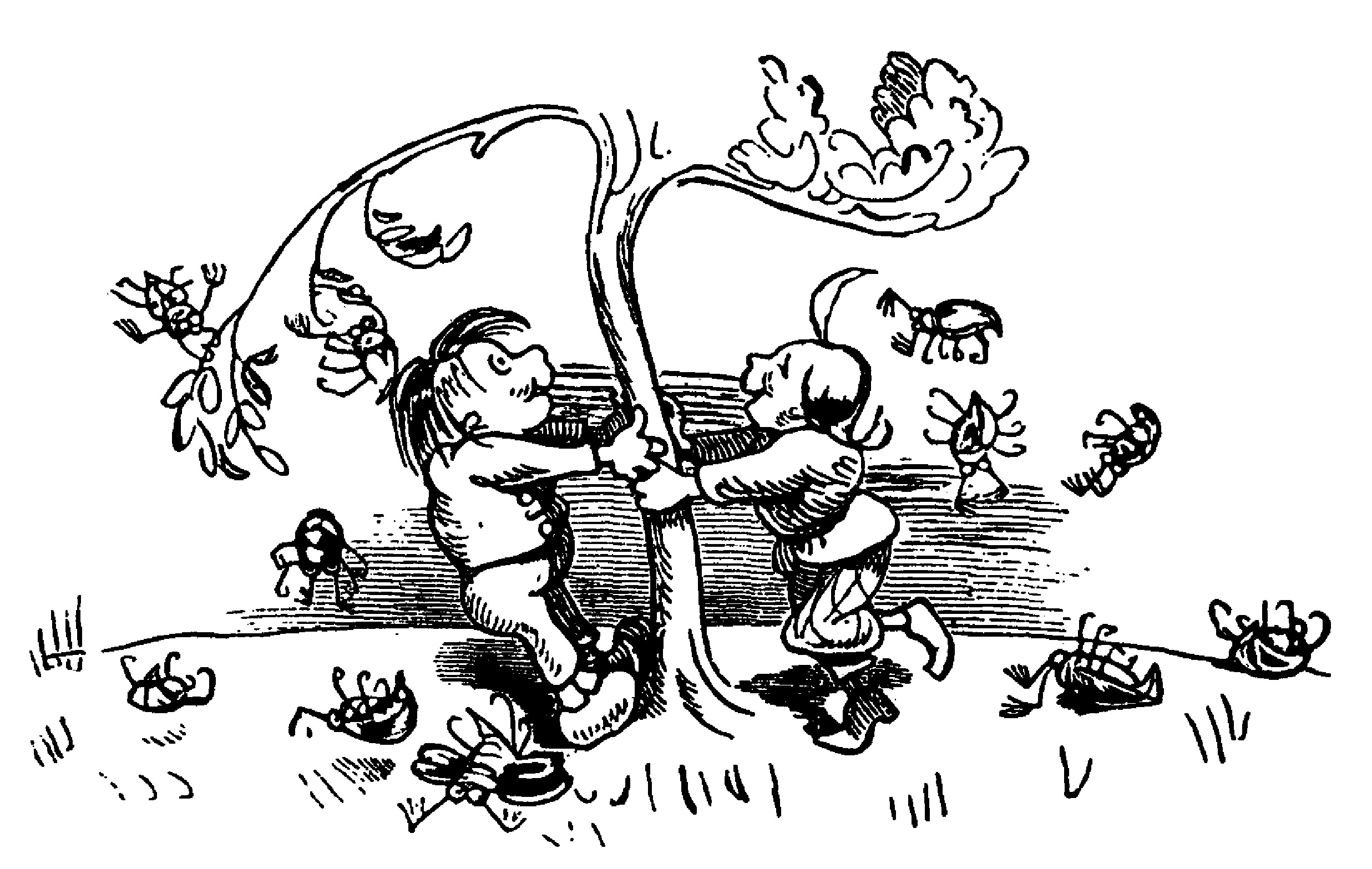
ماكس وموريتز يهزان الكوكاتير من شجرة

يظهر Cockchafer في قافية أطفال ألمانية مشابهة لـ English Ladybird، Ladybird :
| Maikäfer flieg... Dein Vater ist im Krieg Deine Mutter ist in Pommerland Pommerland ist abgebrannt Maikäfer flieg! | Cockchafer fly... Your father is at war Your mother is in Pomerania Pomerania is burned to the ground Cockchafer fly! |

يعود تاريخ الشعر إلى حرب الثلاثين عامًا في النصف الأول من القرن السابع عشر، حيث تعرضت بوميرانيا للنهب وعانت بشدة. منذ الحرب العالمية الثانية، ارتبطت في ألمانيا أيضًا بالأشهر الأخيرة لتلك الحرب، عندما تقدمت القوات السوفيتية إلى ألمانيا الشرقية.
كان Cockchafer أساس «الحيلة الخامسة» في الكتاب الألماني الشهير المصور Max and Moritz ، الذي يرجع تاريخه إلى عام 1865.
دعا جيم ديكسون، في رواية كينجسلي أميس المصورة Lucky Jim (1954)، مرارًا وتكرارًا رئيس قسمه، البروفيسور ويلش، «الكوكتيل العجوز».
تحتوي مجموعة القصص الإيطالية - خاصة النابولية - على قصة Il Pentamerone of Giambattista Basile (في ترجمتها الإنجليزية بواسطة نورمان إم. بينزر من بينديتو كروس الإيطالية) قصة في اليوم الثالث، الليلة الخامسة: "The Cockchafer، Mouse and Grasshopper".
في رواية جي جي فاريل عام 1970، «حصار كريشنابور»، كان هناك غزو لا يُنسى للكوكتشرز. بينما يعزل المستعمرون معًا في غرفة كبيرة لتناول الشاي، تدخل سحابة سوداء من خلال نافذة مفتوحة ويتم تغطية المضيفة لوسي بالحشرات من الرأس إلى أخمص القدمين. ولمعالجة هذا الوضع، تم تجريدها من ملابسها ثم كشطها بأغلفة الكتاب المقدس الممزقة.
كانت هناك أربع سفن تابعة للبحرية الملكية تدعى أتش أم أس Cockchafer .

## اقتباسات
1. ↑  مصطفى الشهابي (2003). أحمد شفيق الخطيب (المحرر). معجم الشهابي في مصطلحات العلوم الزراعية (بالعربية والإنجليزية واللاتينية) (ط. 5). بيروت: مكتبة لبنان ناشرون. ص. 794. ISBN:978-9953-10-550-5. OCLC:1158683669. QID:Q115858366.
2. ↑  وليد عبد الغني كعكة (2006). معجم مصطلحات علوم الحشرات والإدارة المتكاملة للآفات: الآفات الحشرية الزراعية و الطبية و البيطرية - إنجليزي - عربي. مطبوعات جامعة الامارات العربية المتحدة (87) (بالعربية والإنجليزية) (ط. 1). العين: جامعة الإمارات العربية المتحدة. ص. 741. ISBN:978-9948-02-125-4. OCLC:1227861266. QID:Q125602383.
3. ↑  Eberle، Ute (9 فبراير 2022). "Life in the soil was thought to be silent. What if it isn't?". Knowable Magazine. DOI:10.1146/knowable-020922-2. مؤرشف من الأصل في 2022-05-30. اطلع عليه بتاريخ 2022-02-15.
4. ↑  Barton, K.: Verfluchte Kreaturen: Lichtenbergs "Proben seltsamen Aberglaubens" und die Logik der Hexen- und Insektenverfolgung im "Malleus Maleficarum", in Joost, U.; Neumann, A. (eds): Lichtenberg-Jahrbuch 2004, p. 11ff, Saarbrücken 2004 (SDV Saarländische Druckerei und Verlag), (ردمك 3-930843-87-0). نسخة محفوظة 2021-12-08 على موقع واي باك مشين.
5. ↑  Cooking cockchafer with old-timey Europeans 11 February 2016 www.bugsfeed.com accessed 30 May 2021< نسخة محفوظة 2021-10-04 على موقع واي باك مشين.
6. ↑  De Geer, iv. 275–6.
7. ↑  Agroscope. "Grub control using entomopathogenic fungi". www.agroscope.admin.ch (بالإنجليزية). Archived from the original on 2021-05-27. Retrieved 2021-05-27.
8. ↑  cockchafer (n.) www.etymonline.com accessed 30 May 2021 نسخة محفوظة 2022-04-14 على موقع واي باك مشين.
9. ↑  cock (n.1) www.etymonline.com accessed 30 May 2021 نسخة محفوظة 2021-12-04 على موقع واي باك مشين.
10. ↑  chafer (n.) www.etymonline.com accessed 30 May 2021 نسخة محفوظة 2022-04-13 على موقع واي باك مشين.
11. ↑  Martin، William (1866). "Peter Parley's annual: A Christmas and New Year's present for young people". مؤرشف من الأصل في 2022-06-20. اطلع عليه بتاريخ 2017-05-27.
12. ↑  Tesla، Nikola (1919). "My Inventions". Electrical Experimenter. مؤرشف من الأصل في 2022-06-20. اطلع عليه بتاريخ 2011-05-13.

## روابط خارجية
- Der Maikäfer نسخة محفوظة 9 يونيو 2004 على موقع واي باك مشين. ، من متحف Senckenberg في فرانكفورت (بالألمانية)